# Ascosparassis
Ascosparassis är ett släkte av svampar. Ascosparassis ingår i familjen Pyronemataceae, ordningen skålsvampar, klassen Pezizomycetes, divisionen sporsäcksvampar och riket svampar.